# Mistrzostwa Świata w Wioślarstwie 2013 – czwórka bez sternika mężczyzn
Czwórka bez sternika mężczyzn (M4-) – konkurencja rozgrywana podczas 43. Mistrzostw Świata w Wioślarstwie w koreańskim Chungju, w dniach 25-31 sierpnia 2013 r. W zmaganiach udział wzięło 16 osad. Zwycięzcami zostali reprezentanci Holandii.

## Składy osad
| Państwo           | Zawodnicy                                                                                            |
| ----------------- | --- |
| Australia         | William Lockwood, Alexander Lloyd, Spencer Turrin, Joshua Dunkley-Smith                              |
| Białoruś          | Dzianis Mihal, Stanisłau Szczarbaczenia, Wadzim Lalin, Alaksandr Kazubouski                          |
| Chorwacja         | Vjekoslav Kolobarić, Marin Begović, Branko Begović, Ante Janjić                                      |
| Czechy            | Jan Pilc, Jakub Podrazil, Milan Doleček, Matyáš Klang                                                |
| Hiszpania         | Ismael Montes Caamano, Marcelino García Cortés, Noe Guzman Del Castillo, Antonio Guzman Del Castillo |
| Holandia          | Boaz Meylink, Kaj Hendriks, Mechiel Versluis, Robert Lücken                                          |
| Indie             | Azad Mohammad, Singh Maninder, Kapil Sharma, Singh Davinder                                          |
| Kanada            | Conlin McCabe, Will Dean, Rob Gibson, Will Crothers                                                  |
| Niemcy            | Feliks Wimberger, Malte Jakschik, Toni Seifert, Max Planer                                           |
| Norwegia          | Aleksander Berntsen, Hans-Gunnar Grepperud Eikeland, Bjørn Jostein Singstad, Kris Cato Tohn          |
| Nowa Zelandia     | Tobias Wehr-Candler, Adam Tripp, Jade Uru, Robert Kells                                              |
| Rumunia           | George Palamariu, Cristi-Irie Pilghrie, Marius-Vasile Cozmiuc, Florin Curuea                         |
| Serbia            | Radoje Đerić, Miloš Vasić, Miloš Tomić, Goran Jagar                                                  |
| Stany Zjednoczone | Grant James, Seth Weil, Henrik Rummel, Michael Gennaro                                               |
| Wielka Brytania   | Nathaniel Reilly-O’Donnell, Scott Durant, Alan Sinclair, Matthew Tarrant                             |
| Włochy            | Paolo Perino, Mario Paonessa, Matteo Lodo, Giuseppe Vicino                                           |

## Wyniki

### Legenda
| Q – awans do półfinału/finału A R – awans do repasaży | FB – awans do finału B FC – awans do finału C |

### Eliminacje
Eliminacje rozegrane zostały 25 sierpnia. Pierwszy wyścig rozpoczął się o godzinie 12:41, a ostatni - o 12:55. Z każdego spośród trzech wyścigów eliminacyjnych, do półfinału awansowały bezpośrednio po dwa zespoły. Pozostałe zostały zakwalifikowane do repasaży. Najlepszy wynik w tej fazie konkursu uzyskali reprezentanci Stanów Zjednoczonych.
Wyścig 1
| Poz. | Osada     | Rezultat | Uwagi |
| ---- | --------- | -------- | ----- |
| 1    | Holandia  | 6:01,84  | Q     |
| 2    | Włochy    | 6:04,31  | Q     |
| 3    | Chorwacja | 6:06,47  | R     |
| 4    | Czechy    | 6:07,54  | R     |
| 5    | Hiszpania | 6:12,56  | R     |
| 6    | Indie     | 6:20,64  | R     |

Wyścig 2
| Poz. | Osada             | Rezultat | Uwagi |
| ---- | ----------------- | -------- | ----- |
| 1    | Stany Zjednoczone | 6:00,69  | Q     |
| 3    | Wielka Brytania   | 6:02,64  | Q     |
| 2    | Niemcy            | 6:04,15  | R     |
| 4    | Rumunia           | 6:08,06  | R     |
| 5    | Kanada            | 6:11,76  | R     |

Wyścig 3
| Poz. | Osada         | Rezultat | Uwagi |
| ---- | ------------- | -------- | ----- |
| 1    | Australia     | 6:02,84  | Q     |
| 3    | Białoruś      | 6:04,17  | Q     |
| 2    | Serbia        | 6:10,34  | R     |
| 4    | Nowa Zelandia | 6:12,10  | R     |
| 5    | Norwegia      | 6:26,80  | R     |

### Repasaże
Repasaże odbyły się 27 sierpnia. Pierwszy z dwóch wyścigów rozpoczął się o godzinie 11:45, drugi o 11:52. Z każdego wyścigu do półfinałów awansowały po dwie najszybsze osady. Pozostałe zostały zakwalifikowane do finału C. Najlepszy wynik w tej fazie konkursu uzyskali Czesi.
Wyścig 1
| Poz. | Osada     | Rezultat | Uwagi |
| ---- | --------- | -------- | ----- |
| 1    | Chorwacja | 6:00,44  | Q     |
| 2    | Serbia    | 6:01,71  | Q     |
| 3    | Rumunia   | 6:02,96  | Q     |
| 4    | Indie     | 6:08,42  | FC    |
| 5    | Norwegia  | 6:17,94  | FC    |

Wyścig 2
| Poz. | Osada         | Rezultat | Uwagi |
| ---- | ------------- | -------- | ----- |
| 1    | Czechy        | 5:57,71  | Q     |
| 2    | Hiszpania     | 5:58,66  | Q     |
| 3    | Niemcy        | 5:58,76  | Q     |
| 4    | Kanada        | 5:59,00  | FC    |
| 5    | Nowa Zelandia | 6:05,53  | FC    |

### Półfinały
Półfinały zostały rozegrane 29 sierpnia. Pierwszy z nich rozpoczął się o godzinie 11:10, drugi - o 11:17. Z każdego wyścigu do finału awansowały po trzy najszybsze osady. Pozostałe zostały zakwalifikowane do finału B. Najlepszy wynik w tej fazie konkursu uzyskała osada włoska.
Wyścig 1
| Poz. | Osada             | Rezultat | Uwagi |
| ---- | ----------------- | -------- | ----- |
| 1    | Stany Zjednoczone | 5:52,55  | Q     |
| 2    | Holandia          | 5:52,78  | Q     |
| 3    | Czechy            | 5:54,58  | Q     |
| 4    | Białoruś          | 5:55,84  | FB    |
| 5    | Serbia            | 5:57,56  | FB    |
| 6    | Niemcy            | 6:03,15  | FB    |

Wyścig 2
| Poz. | Osada           | Rezultat | Uwagi |
| ---- | --------------- | -------- | ----- |
| 1    | Włochy          | 5:52,07  | Q     |
| 2    | Australia       | 5:52,55  | Q     |
| 3    | Wielka Brytania | 5:54,42  | Q     |
| 4    | Rumunia         | 5:57,72  | FB    |
| 5    | Hiszpania       | 5:59,86  | FB    |
| 6    | Chorwacja       | 6:00,65  | FB    |

### Finały
Finał C odbył się 30 sierpnia o godzinie 11:24. Finały B i A miały natomiast miejsce 31 sierpnia w godzinach 14:02 i 16:03.
Finał C
| Poz. | Osada         | Rezultat | Uwagi |
| ---- | ------------- | -------- | ----- |
| 1    | Nowa Zelandia | 6:17,97  |       |
| 2    | Kanada        | 6:21,40  |       |
| 3    | Indie         | 6:29,10  |       |
| 4    | Norwegia      | 6:35,12  |       |

Finał B
| Poz. | Osada     | Rezultat | Uwagi |
| ---- | --------- | -------- | ----- |
| 1    | Białoruś  | 6:15,62  |       |
| 2    | Hiszpania | 6:17,26  |       |
| 3    | Chorwacja | 6:18,03  |       |
| 4    | Rumunia   | 6:22,23  |       |
| 5    | Serbia    | 6:22,34  |       |
| 6    | Niemcy    | 6:26,65  |       |

Finał A
| Poz. | Osada             | Rezultat | Uwagi |
| ---- | ----------------- | -------- | ----- |
| 1    | Holandia          | 6:13,95  |       |
| 2    | Australia         | 6:14,58  |       |
| 3    | Stany Zjednoczone | 6:15,46  |       |
| 4    | Włochy            | 6:16,68  |       |
| 5    | Wielka Brytania   | 6:22,71  |       |
| 6    | Czechy            | 6:22,95  |       |